# مارکوس و مارتینوس
مارکوس و مارتینوس (انگلیسی: Marcus & Martinus) یک گروه دو نفرهٔ موسیقی پاپ نروژی متشکل از دو برادر دوقلو است.
آن‌ها نماینده سوئد در یوروویژن ۲۰۲۴ بودند.